# مایک تامسون
میک تامسون (به انگلیسی: Mick Thomson) با لقب «میک» نوازندهٔ گیتار الکتریک و ترانه سرای گروه اسلیپ نات می‌باشد که در سال ۱۹۹۶ و با آشنایی با کوری تیلور به عنوان نوازندهٔ گیتار الکتریک شروع به فعالیت کرد.
از زندگی شخصی اعضای گروه ۹ نفرهٔ اسلیپ نات اطلاعات زیادی در دست نیست.
میک تامسون قبل از پیوستن به گروه اسلیپ نات به تدریس گیتار مشغول بوده و امروزه از ساز اختصاصی خود که سری MTM ایبانز می‌باشد استفاده می‌کند.
اعضای گروه اسلیپ نات در اوایل اسامی خود را فاش نکرده بودند و به همین دلیل هر کدام برای خود از ۱ تا ۹ شماره‌ای در نظر گرفته بودند. شمارهٔ میک تامسون در اسلیپ نات نیز هفت می‌باشد.
میک تامسون تقریباً معروف‌ترین فرد گروه اسلیپ نات است.
همچنین او به همراه جوی جوردیسون که عضو پیشین گروه اسلیپ نات بود ، یک فروشگاه لوازم موسیقی تأسیس کرده‌ است.